# 生島ヒロシのおはよう定食
『生島ヒロシのおはよう定食』（いくしまヒロシのおはようていしょく）は、TBSラジオで1998年4月6日から2025年1月27日まで平日 5時 - 5時30分（JST）に放送していたラジオ番組。元TBSアナウンサーでフリーアナウンサーの生島ヒロシが2025年1月27日までパーソナリティを務めていた。
翌日の2025年1月28日からは『おはよう定食』（おはようていしょく）のタイトルとして、フリーアナウンサーなどがパーソナリティを担当して番組を継続した後に同年3月31日の放送をもって終了した。

## 概要
5時30分 - 6時30分に全国で放送したおはよう一直線のTBSローカルパートにあたり、エンディングではパーソナリティが「このあと5時30分からは、おはよう一直線です。」などと言って番組が終わることもあった。TBSラジオのタイムテーブルでは『おはよう定食・一直線』、首都圏の新聞番組表では生島が出演した頃は単にタイトルは『生島ヒロシ』などと書かれ、番組末期は「おはよう定食」の枠内に「一直線」を入れる形で5時 - 6時30分をひとつの番組として扱っていた。
番組は朝一番のニュース、天気の他、TBSラジオショッピングなどがあった。
2015年7月6日に放送回数が4500回を迎えた。
2017年6月5日には放送回数が5000回を迎え、2021年4月5日に放送回数が6000回を迎えた。
2025年1月27日、パーソナリティの生島ヒロシについて「TBSグループ人権方針に背く重大なコンプライアンス違反」があったとして、TBSラジオは同日に緊急降板を決定したことを発表した。翌28日の放送からは生島の名前を外したうえでの放送となった。
同年2月22日、生島が自身の事務所から役職ごと退いた上、番組自体も3月31日で終了することがサンケイスポーツ紙上で報じられた。2月27日に番組内で正式に発表し、27年の放送に幕を閉じた。

## コーナー・タイムテーブル
- 5:00 オープニング、TBSニュース、交通情報、天気予報

このあとの番組予告のほか、今日の朝刊、雑誌から記事を紹介した。記事紹介は「おはよう一直線」にかけて時間を見て随時取り上げた。
交通情報はパーソナリティが伝え、天気予報は気象予報士が解説した。
TBSニュースはニュースデスクがニュース原稿を読んでいた。
コーナー最後に曲をかけることもあった。
- 5:12頃 TBSラジオショッピング

パーソナリティが商品の説明と試用・試食した。
商品によっては販売担当者や実演販売士に電話やスタジオに呼んで説明してもらった。
パーソナリティ以外に気象予報士やスタッフも商品の試食などをすることが多かった。
- 5:17頃 TBSラジオ推薦曲（月曜 - 木曜）、スタッフやパーソナリティの選曲（金曜）

TBSラジオ推薦曲やリクエスト曲やスタッフが選曲した曲をかけた。手前がラジオショッピングのため、生島の頃は試用・試食をしながらトークを続けて歌の途中までBGMの状態になることが多かった。｢健康広場｣放送当時は時間の都合で曲の休止の時もあった。
- 5:20頃 フリートーク

フリートークの他に新聞記事の話題や、健康情報やお知らせやリスナーからのメール紹介や曲なども。週刊誌発売日はその見出しを紹介した。
- 5:26頃 交通情報

ここからは警視庁交通管制センターTBSスタジオから担当キャスターが伝えた。
- - 生島の頃は時間に余裕があった場合は生島がキャスターと交通情報とは別の話題でやり取りをすることがあった。

生島は呼びかけの際、長谷川万希子の場合は「お万希さん」と呼んだり、中村愛美の場合は「オーイ中村君」「何だいヒロシ君」とやり取りする約束もあるなど、他の番組とは一線を画した。
- - BGMはリッピントンズ・フィーチャーリング・ラス・フリーマン「アスペン（ASPEN）」（1991年のアルバム『カーヴス・アヘッド（CURVES AHEAD）』に収録）。このBGMは『おはよう一直線』の5:55 - 5:58のTBSラジオにおけるローカル枠内での交通情報でも用いられていた。
- 5:27頃 エンディング

フリートーク（この後の『おはよう一直線』の内容紹介や新聞記事の話題やプライベートのことなど）で締めくくった。
生島の頃は『おはよう一直線』での関東ローカル向け放送と同じく、コーナーの移り変わりやCM明けに放送される番組独自のジングルは、生島・大沢悠里・ジェーン・スー・山里亮太らによる各々の「TBSラジオ AM954、FM90.5」の独自ジングルを多用していた（かつてはその4人に加え、赤江珠緒・蓮見孝之当時TBSアナウンサー・堀井美香当時TBSアナウンサーらもも含めて計7人分7つ存在していた）。ワイドFM放送開始前は「TBSレーディオ、きゅう・ごう・よん」というステーションサウンドステッカーだった。

## 過去のコーナー
- 健康広場（再春館製薬所提供）

専門医と電話対談の形式で病気等の解説を行った事前収録のコーナー。CMは金曜のみ生放送、他の曜日はスポット用CMを放送した。生島が休みの週は代役を置かず、生CMも生島による事前収録したものとなった。2022年3月で終了した。終了後も同じ時間帯で生島からの健康情報を伝えたことがあった。
- 腰痛おさらば塾

毎月最終金曜日の5:20頃から放送。柔道整復師・さかいクリニックグループ代表の酒井慎太郎がアドバイスした。2023年6月で終了した。

## ニュースの担当アナウンサー
2009年9月まではTBSラジオの夜勤アナウンサーが担当していたが、同年10月からは生島自身が担当した。
2024年10月からはニュースデスクが担当していた。

### 今まで担当していたアナウンサー
全員TBSアナウンサー（担当当時）。生島ヒロシのおはよう一直線、大沢悠里のゆうゆうワイド8時53分のニュースも担当していた。
- 高畑百合子
- 小川知子
- 岡村仁美（みのもんたの朝ズバッ!のニュースを全曜日担当のため降板）
- 新井麻希
- 秋沢淳子
- 広重玲子
- 枡田絵理奈
- 杉山真也　ほか

### 主なレギュラーアナウンサーの代理担当
- 安東弘樹
- 向井政生
- 新タ悦男
- 小笠原亘
- 赤荻歩
- 佐藤文康
- 水野真裕美
- 清原正博
- 蓮見孝之
- 堀井美香
- 斎藤哲也
- 篠原梨菜[5][6]
- 奈良陽（ニュースデスク）

## 気象予報士
2025年3月番組終了時点。いずれもウェザーマップ所属。
- 月曜日：坐間妙子
- 火曜日：長谷部愛
- 水曜日：長谷部愛
- 木曜日：石上沙織
- 金曜日：小林雅美

### 今まで担当した気象予報士
- 江花純
- 徳竹貴光
- 高森いずみ
- 松山志保
- 松田朋子
- 加藤祐子
- 元井美貴
- 海老原美代子
- 小野塚千恵
- 川端彩香
- 増田雅昭
- 大野治夫
- 美濃岡洋子
- 山岸朋美
- 三ヶ尻知子
- 宮崎由衣子
- 染井明希子
- 桐谷景子
- 佐々木聡美
- 水谷花那子

## 備考
- 生島が休暇を取得している日や、体調不良などを理由に休演する日には、TBSテレビの現職アナウンサーかフリーランス（主にFIRST AGENT（旧・生島企画室）所属）のアナウンサーから1名を『おはよう一直線』とセットでパーソナリティ代理に立てていた（2012年1月以降の代演者は当該項で詳述）。
- 2014年9月29日（月曜日）と2023年7月17日（月曜日・海の日）には、『おはよう一直線』と合わせてラジオ大阪（OBC）本社のスタジオから生放送を実施した。前者はOBCで『おはよう一直線』のフルネットを開始したこと、後者はOBC開局65周年記念番組『World Bentencho Carnival ～大阪・関西から世界へ～[7]』の最初のパートに『おはよう一直線』が組み込まれていたことによる。もっとも、OBCはJRN非加盟局（NRNシングルネット局）で当番組を放送していないため、両日の生放送に際しては同局からの裏送りで対応した。
- 過去に政見放送を放送するため、数度番組が休止になったことがあった。
- 2006年FIFAワールドカップにともなう休止
  - 6月14日ブラジル対クロアチア戦放送
  - 6月23日日本対ブラジル戦放送
  - 7月5日、6日は準決勝戦放送
  - 7月10日決勝戦（フランス対イタリア）放送時間延長のため、予定では放送の予定だったが、急遽番組を休止した（TBSニュースは5：50の「スポーツジョッキー」[注釈 4]の中で放送）。
- 2008年9月12日に首都高速3号渋谷線が事故渋滞しており、生島は5時13分に到着した。生島到着までの間はTBSアナウンサーの井上貴博が代理を行った。
- 2012年8月10日は、ロンドン五輪サッカー女子決勝・日本対アメリカ戦放送のため、番組を休止した。

- 2020年
  - 「新型コロナウイルスと戦う医療現場の支援」に繋がる情報発信を推進すべく、在京民放ラジオ放送局5社と東京都病院協会を中心とする医療関係者と連携する共同プロジェクト『#医療現場を応援』を展開するのにともない、当番組（TBSラジオでは他に『ACTION』が参加していた）でも関連コーナーを放送した[8][9]。